# Pequetoni
Pequetoni (Mpeketoni) é uma localidade do Quênia situada na antiga província da Costa, no condado de Lamu. Segundo censo de 2019, havia 5 957 habitantes.